# Сандей, Стивен
Сти́вен Оба́ян Са́ндей (англ. Stephen Obayan Sunday), более известен, как Са́нни (англ. Sunny; 17 сентября 1988, Лагос, Нигерия) — нигерийский футболист, полузащитник. Провёл один матч в составе сборной Нигерии.

## Карьера

### Клубная
Начинал свою карьеру в Нигерии с ФК «Эбедей» и «Джегеде Бабес». В 2003 году он принял участие в двух молодёжных чемпионатах в Швеции и Испании, где неплохо проявил себя. После участия в последнем был отмечен испанскими скаутами, в результате чего он и подписал 5-летний контракт с «Полидепортиво» из испанского второго дивизиона.
Санни стал регулярным игроком «Эхидо», проведя 63 матча в период с 2005 по 2007 год, и в конечном итоге в 2007 году подписал контракт с «Валенсией». После одного сезона, проведённого в составе «летучих мышей», он почти не играл, и был отдан в аренду в «Осасуну». В конце января 2009 года Санни вполне мог оказаться в «Портсмуте», но в конце концов его переход не состоялся из-за финансовых сложностей.
30 июня 2009, после ещё одного неудачного сезона, который омрачили травмы, Санни был отдан в аренду в «Бетис», с условием возможного выкупа трансфера.

### В сборной
Хоть и родился в Нигерии, Санни имел право играть за Испанию по правилам ФИФА, которые позволяют игрокам с двойным гражданством сменить свою сборную в возрасте до 21 года, если ещё не выступали за сборную команду другой страны. Стивен выбрал Испанию, и почти сразу же был вызван в сборную до 19 лет, и принял участие в чемпионате мира 2007 в Канаде.

## Достижения
Обладатель Кубка Испании: 2007/08